# Amephana warionis
Amephana warionis là một loài bướm đêm trong họ Noctuidae.